# Caroline Biggs
Caroline Ashurst Biggs (23 de agosto de 1840–4 de septiembre de 1889) fue una defensora de los derechos de la mujer y miembro de la tercera generación de la familia Ashurst de activistas radicales. Nacida en Leicester el 23 de agosto de 1840 fue la segunda hija de Matilda Ashurst Biggs y Joseph Biggs. Murió en el 19 de Notting Hill Square en Londres el 4 de septiembre de 1889. En la Exposición Colombina Mundial de Chicago en 1893, su fotografía se incluyó en una exposición de Retratos de mujeres británicas eminentes, en una sección dedicada a Pioneras en la filantropía y el avance general de la mujer.

## Contexto familiar
Por parte de su padre, Caroline Ashurst Biggs era sobrina de dos miembros radicales del Parlamento de Leicester: John Biggs y William Biggs. Por parte de madre, su abuelo fue el destacado abogado británico William Henry Ashurst, influyente en causas radicales desde la abolición de los impuestos a la tasa eclesiástica hasta la unificación italiana. Su tía Eliza Ashurst Bardonneau-Narcy fue una de las primeras en traducir las novelas de George Sand al inglés. Su otra tía, Emilie Ashurst Venturi, fue la principal traductora y propagandista del patriota italiano Giuseppe Mazzini, editor de The Shield (la revista para derogar las Leyes de Enfermedades Contagiosas) y autora de numerosos ensayos. Sus tres hermanas también dejaron su huella impresa: Elizabeth Ashurst Biggs (1838-1905) publicó dos novelas de forma anónima; Maude Ashurst Biggs (1857-1933) fue una defensora del nacionalismo polaco y contribuyó con 23 artículos a The Englishwoman's Review; Kate Ada Ashurst Biggs (1859-1901) publicó dos artículos en The Gentleman's Magazine.

## Activismo
Caroline Ashurst Biggs fue una firme defensora del sufragio femenino. Junto con su hermana Elizabeth y sus tías Emilie Venturi y Caroline Stansfeld, firmó la petición de 1866 por el sufragio femenino. Biggs, junto con su padre Joseph Biggs y su tío William Henry Ashurst junior, participó activamente en la Sociedad Nacional para el Sufragio Femenino de Londres (NSWS). Biggs y Clementia (Sra. Peter A.) Taylor fueron elegidas juntas como secretarias adjuntas en 1867. Sirvió hasta 1871 cuando John Stuart Mill agitó para que la destituyeran debido a su apoyo a la derogación de las Leyes de Enfermedades Contagiosas. Le escribió a un amigo sobre Biggs: “Esto solo la hace más peligrosa, e infaliblemente algún día te arrojará una mina que tendrá éxito.. . Mientras ella permanezca en el Comité, usted tiene un oponente tranquilo y firme, que lo entregará al enemigo y se aprovechará desde adentro de todos sus puntos débiles: uno infinitamente más peligroso que la Sra. Taylor alguna vez podría haberlo sido, porque sabe lo que piensa y puede seguir su propio consejo”. En 1872, Biggs se separó de la NSWS para unirse al comité ejecutivo del Comité Central de la Sociedad Nacional para el Sufragio de la Mujer. Este grupo disidente incluía a sus hermanas Caroline Stansfeld y Emilie Venturi, e importantes activistas de la época como Ursula Bright, Lydia Becker, Frances Power Cobbe y Helen Blackburn. Biggs pronunció docenas de discursos alentando el sufragio femenino en Gran Bretaña, incluso en Suffolk y Gales. En 1870, cuando las mujeres obtuvieron el derecho al voto en las elecciones de la junta escolar, Biggs apoyó activamente a las candidatas y pronunció discursos apoyándolas públicamente en mítines.
Biggs era miembro del grupo de Clementia Taylor que abogaba por el fin de la esclavitud: la Sociedad de Emancipación de Damas de Londres. Taylor cambió el nombre de la asociación tras la victoria de la Unión en la guerra civil estadounidense en 1865 a London Negro Aid Society. También participó activamente en la Sociedad para el Empleo de Mujeres, causa respaldada en numerosas ocasiones por The Englishwoman's Review.
Biggs fundó, junto a otras personas, la Sociedad para promover el retorno de las mujeres como guardianas de la ley sobre la pobreza para contratar mujeres para trabajar con otras mujeres y niños en casas de trabajo. La Sociedad reimprimió y distribuyó su editorial Women as Poor Law Guardians. Alentó la formación de comités locales y organizó reuniones. Fue, de hecho, James Stansfeld, el esposo de su tía Caroline Stansfeld, que nombró a la primera mujer como inspectora de la ley de pobreza en 1872 (Jane Elizabeth (Sra. Nasáu) Senior). En el momento de su muerte, 76 mujeres prestaban servicios en esa posición.
El activismo de Biggs tenía también una dimensión moral. A diferencia de su hermana Kate y su tía Caroline Stansfeld, ella no era miembro de la Moral Reform Union. Pero sí firmó una petición de 1889 oponiéndose a la candidatura de Charles Dilke con motivo de su divorcio.

## Escritos
Caroline Ashurst Biggs escribió toda su vida. En un obituario, “Una amiga” escribió sobre sus muchos logros, todos hechos con su “pluma fácil y cerebro fértil”. Durante su tiempo libre como colegiala, Biggs se ocupaba de “cotejar y copiar los discursos del patriota italiano y amigo cercano de la familia Giuseppe Mazzini para reproducirlos en un periódico provincial”. También le escribió directamente.
Biggs publicó The Master of Wingbourne, una novela en dos volúmenes, de forma anónima en 1866 cuando tenía veintitantos años, pero su obituario la acredita como autora. El libro fue ampliamente reseñado como "bien narrado" y "profundamente interesante". Comienza en 1830 y cuenta la historia de la finca de Wingbourne a través de los ojos de un visitante. El dueño y su sobrino son unos borrachos; la hija Florence es víctima del exceso de indulgencia y la falta de educación, pero, no obstante, es objeto del afecto del narrador. El libro plantea temas feministas: Florence no puede heredar debido a su ilegitimidad; el sobrino y heredero intenta obligar a Florence a casarse con él encerrándola en la casa. Está prometida tres veces en la historia, que en última instancia es una advertencia sobre el matrimonio, el poder y la riqueza. Biggs nunca se casó, ni tampoco sus tres hermanas. Su hermana Elizabeth Ashurst Biggs publicó dos novelas (White and Black (1862) y Waiting for Tidings (1874)), que se han atribuido erróneamente a CA Biggs como autora o coautora.
Biggs también publicó dos cuentos bajo el seudónimo de Carey Search (inspirado en su abuelo William Henry Ashurst, que publicó artículos en periódicos estadounidenses y británicos como Edward Search), ambos centrados en temas relacionados con el sufragio femenino.
En 1870, Biggs se convirtió en editora de Englishwoman's Review, la publicación feminista inglesa de más larga duración de la época. Durante casi veinte años fue el “único registro continuo y completo del trabajo realizado… por las mujeres, en este país y en el extranjero, y del progreso de lo que se ha denominado la 'Cuestión de la Mujer'” También contribuyó con artículos y mantuvo correspondencia con secretarias de sociedades de mujeres en el extranjero, especialmente en Italia, Francia y Noruega.
Elizabeth Cady Stanton, Susan B. Anthony y Matilda Joslyn Gage encargaron a Biggs que escribiera el capítulo sobre Gran Bretaña para el volumen III de su innovador estudio sobre el feminismo temprano: La historia del sufragio femenino. Fue publicado en 1887.

## Legado
Después de su muerte, sus colegas crearon un fondo de préstamos para ayudar a las estudiantes de Cambridge a asistir a Girton College. De hecho, su hermana menor, Kate Ada Ashurst Biggs, asistió a Girton desde 1877 hasta 1879 antes de retirarse por problemas de salud. En 1897, Elizabeth Guinness pintó un retrato de Biggs, Lydia Becker y otros para decorar estanterías. Guinness había conocido a Biggs cuando aún vivía. La librería, los libros y los retratos fueron dejados por Helen Blackburn a Girton College.

## Publicaciones
- Informe de una reunión pública celebrada en Hanover Square Rooms, Londres, el lunes 28 de abril de 1873. Sociedad Nacional para el Sufragio Femenino. Comité central. Londres: Comité Central, 1873. CA Biggs y Lydia Becker asistieron, Becker habló. En poder de Girton College, Blackburn Collection.
- Anon [acreditado en el obituario de CAB]. Master of Wingbourne. Volúmenes 1-2. Londres: T. Cautley Newby, 1866.
- Biggs, Caroline Ashurst. A Letter from an Englishwoman to Englishwoman. Londres: Comité Central de la Sociedad Nacional para el Sufragio Femenino, 1889.
- Biggs, CA  Some Notes Upon the Election of Guardians of the Poor. Londres: Sociedad para la Promoción del Regreso de las Mujeres como Guardianas de la Ley de Pobres, 1887. JSTOR 60241230

- Biggs, CA  Women As Poor Law Guardians. (Reimpreso de Englishwoman's Review, &C). 1888.
- Biggs, CA y William Wood. CA Biggs Letter: To William Wood. 1860.
- Biggs, CA, ed. de The Englishwoman's Review desde 1871 hasta 1889. (también conocida como The Englishwoman's Review of Social and Industrial Questions)
- Biggs, CA,  Ought Women to have votes in Parliament (mencionado en el Movimiento por el sufragio femenino de Helen Blackburn)
- Carey (seudónimo de Caroline Ashurst Biggs).  Annie's Baby. Westminster: Sociedad de Imprenta de Mujeres.
- Circulares y memorandos de las sociedades de sufragio femenino en los primeros diez años del movimiento (continuación hasta 1880) / recopilados por Helen Blackburn; ayudado por Miss Becker y Miss CA Biggs. Sociedad Nacional para el Sufragio Femenino (Gran Bretaña) [sl]: [sn]. [1867-1881]. Disponible en Girton College, Colección Blackburn